# Quesada
Quesada é um município da Espanha na província de Xaém, comunidade autónoma da Andaluzia, de área 328,7 km² com população de 5922 habitantes (2007) e densidade populacional de 18,02 hab/km².

## Demografia
| Variação demográfica do município entre 1991 e 2004 | Variação demográfica do município entre 1991 e 2004 | Variação demográfica do município entre 1991 e 2004 | Variação demográfica do município entre 1991 e 2004 |
| --------------------------------------------------- | --------------------------------------------------- | --------------------------------------------------- | --------------------------------------------------- |
| 1991                                                | 1996                                                | 2001                                                | 2004                                                |
| 6564                                                | 6256                                                | 6006                                                | 5979                                                |

## Cultura
- Museu Miguel Hernández-Josefina Manresa - promove a obra e a figura do poeta Miguel Hernández e sua esposa Josefina Manresa.